# رابرت هارمون
رابرت هارمون (انگلیسی: Robert Harmon؛ زادهٔ ۱ ژانویه ۱۹۵۳) کارگردان اهل ایالات متحده آمریکا است.

## آثار کارگردانی
- دریاچه چین (۱۹۸۳)
- بین راهی (۱۹۸۶)
- چشمان یک فرشته (۱۹۹۱)
- راهی برای فرار نیست (۱۹۹۳)
- گوتی (۱۹۹۶)
- گذرگاه (۲۰۰۰)
- آن‌ها (۲۰۰۲)
- مردان جاده (۲۰۰۳)
- جس استون: سنگ سرد (۲۰۰۵)
- جس استون: عبور شب (۲۰۰۶)
- جس استون: مرگ در پارادایس (۲۰۰۶)
- جس استون: تغییر اساسی (۲۰۰۷)
- جس استون: یخ نازک (۲۰۰۹)
- کریسمس نوامبر (۲۰۱۰)
- جس استون: فایده شک (۲۰۱۲)
- جس استون: گمشده در پارادایس (۲۰۱۵)